# Paris-Nice 1958
Paris-Nice 1958 est la 16e édition de la course cycliste Paris-Nice. La course a lieu entre le 10 et le 16 mars 1958. La victoire revient au coureur belge Alfred De Bruyne de l'équipe Carpano, devant Pasquale Fornara (Ignis) et Germain Derijcke (Carpano).

## Participants
Dans cette édition de Paris-Nice, 96 coureurs participent divisés en 12 équipes : Helyett-ACBB-Leroux, Elve-BP, Carpano, Bianchi-Pirelli, Saint Raphael-Geminiani, Ignis, Mercier-BP, Mondia, Peugeot-BP, Urago, Groene Leeuw et Onno.

## Étapes
| Étapes                | Date    | Villes étapes        | Km     | Vainqueur d’étape | Leader du classement général |
| --------------------- | ------- | -------------------- | ------ | ----------------- | ---------------------------- |
| 1re étape             | 10 mars | Paris-Auxerre        | 204 km | Pietro Nascimbene | Pietro Nascimbene            |
| 2e étape              | 11 mars | Auxerre-Vichy        | 224 km | Willy Vannitsen   | Pietro Nascimbene            |
| 3e étape              | 12 mars | Vichy-Saint-Étienne  | 149 km | Willy Vannitsen   | Pietro Nascimbene            |
| 4e étape              | 13 mars | Saint-Étienne-Uzès   | 218 km | Nino Defilippis   | Pietro Nascimbene            |
| 5e étape, 1er secteur | 14 mars | Uzès-Vergèze (clm)   | 56 km  | Jacques Anquetil  | Alfred De Bruyne             |
| 5e étape, 2e secteur  | 14 mars | Vergèze-Montpellier  | 62 km  | Miguel Poblet     | Alfred De Bruyne             |
| 6e étape              | 15 mars | Montpellier-Manosque | 229 km | Fernand Picot     | Alfred De Bruyne             |
| 7e étape              | 16 mars | Manosque-Nice        | 217 km | Giuseppe Favero   | Alfred De Bruyne             |

## Résultats des étapes

### 1reétape
10-03-1958. Paris-Auxerre, 204 km.
|   | Cycliste          | Équipe          | Temps           |
| - | ----------------- | --------------- | --------------- |
| 1 | Pietro Nascimbene | Carpano         | 5 h 40 min 16 s |
| 2 | Gianni Ferlenghi  | Bianchi-Pirelli | + 3 s           |
| 3 | Willy Vannitsen   | Bianchi-Pirelli | + 20 s          |

### 2eétape
11-03-1958. Auxerre-Vichy, 224 km.
|   | Cycliste         | Équipe          | Temps           |
| - | ---------------- | --------------- | --------------- |
| 1 | Willy Vannitsen  | Bianchi-Pirelli | 5 h 29 min 29 s |
| 2 | Germain Derijcke | Carpano         | m.t.            |
| 3 | Alfred De Bruyne | Carpano         | m.t.            |

### 3eétape
12-03-1958. Vichy-Saint-Étienne, 149 km.
|   | Cycliste         | Équipe          | Temps           |
| - | ---------------- | --------------- | --------------- |
| 1 | Willy Vannitsen  | Bianchi-Pirelli | 4 h 06 min 02 s |
| 2 | Michel Van Aerde | Mercier-BP      | m.t.            |
| 3 | Germain Derijcke | Carpano         | m.t.            |

### 4eétape
13-03-1958. Saint-Étienne-Uzès, 218 km.
|   | Cycliste         | Équipe                         | Temps           |
| - | ---------------- | ------------------------------ | --------------- |
| 1 | Nino Defilippis  | Carpano                        | 4 h 55 min 14 s |
| 2 | Joseph Groussard | Helyett-Hutchinson-ACBB-Leroux | m.t.            |
| 3 | Miguel Poblet    | Ignis                          | m.t.            |

### 5eétape,1ersecteur
14-03-1958. Uzès-Vergèze, 56 km. (clm)
|   | Cycliste         | Équipe                         | Temps           |
| - | ---------------- | ------------------------------ | --------------- |
| 1 | Jacques Anquetil | Helyett-Hutchinson-ACBB-Leroux | 1 h 13 min 33 s |
| 2 | Alfred De Bruyne | Carpano                        | + 1 min 40 s    |
| 3 | Pasquale Fornara | Ignis                          | + 2 min 32 s    |

### 5eétape,2esecteur
14-03-1958. Vergèze-Montpellier, 62 km.
|   | Cycliste        | Équipe                         | Temps           |
| - | --------------- | ------------------------------ | --------------- |
| 1 | Miguel Poblet   | Ignis                          | 1 h 32 min 13 s |
| 2 | Seamus Elliott  | Helyett-Hutchinson-ACBB-Leroux | m.t.            |
| 3 | Jean Stablinski | Helyett-Hutchinson-ACBB-Leroux | m.t.            |

### 6eétape
15-03-1958. Montpellier-Manosque, 229 km.
|   | Cycliste        | Équipe                         | Temps           |
| - | --------------- | ------------------------------ | --------------- |
| 1 | Fernand Picot   | Mercier-BP                     | 5 h 36 min 55 s |
| 2 | Seamus Elliott  | Helyett-Hutchinson-ACBB-Leroux | m.t.            |
| 3 | Jean Stablinski | Helyett-Hutchinson-ACBB-Leroux | m.t.            |

### 7eétape
16-03-1958. Manosque-Nice, 217 km.
|   | Cycliste        | Équipe                  | Temps           |
| - | --------------- | ----------------------- | --------------- |
| 1 | Giuseppe Favero | Carpano                 | 5 h 37 min 22 s |
| 2 | Brian Robinson  | Saint Raphael-Geminiani | + 1 s           |
| 3 | Gérard Saint    | Saint Raphael-Geminiani | + 1 min 23 s    |

## Classements finals

### Classement général
|    | Cycliste              | Équipe                          | Temps            |
| -- | --------------------- | ------------------------------- | ---------------- |
| 1  | Alfred De Bruyne      | Carpano                         | 34 h 22 min 08 s |
| 2  | Pasquale Fornara      | Ignis                           | + 52 s           |
| 3  | Germain Derijcke      | Carpano                         | + 2 min 38 s     |
| 4  | Raphaël Géminiani     | Saint Rapahel-Geminiani         | + 3 min 33 s     |
| 5  | Ferdinando Brandolini | Bianchi-Pirelli                 | + 4 min 50 s     |
| 6  | Jean Forestier        | Helyett-Hutchinson-ACCBB-Leroux | + 5 min 04 s     |
| 7  | Gianni Ferlenghi      | Bianhi-Pirelli                  | + 5 min 10 s     |
| 8  | Renzo Accordi         | Ignis                           | + 5 min 41 s     |
| 9  | Seamus Elliott        | Helyett-Hutchinson-ACCBB-Leroux | + 8 min 08 s     |
| 10 | Jacques Anquetil      | Helyett-Hutchinson-ACCBB-Leroux | + 8 min 35 s     |